# Dronten vasútállomás
Dronten vasútállomás vasútállomás Hollandiában, Dronten városában.

## Vasútvonalak
Az állomást az alábbi vasútvonalak érintik:
- Lelystad–Zwolle-vasútvonal

## Kapcsolódó állomások
A vasútállomáshoz az alábbi állomások vannak a legközelebb:
- Lelystad Centrum vasútállomás
- Kampen Zuid vasútállomás